# Carbono (álbum de Lenine)
Carbono é o oitavo álbum de estúdio do cantor e compositor brasileiro Lenine, lançado pela Universal Music no dia 28 de abril de 2015. Ele foi gravado em apenas dois meses, e surgiu da necessidade de Lenine ter um novo repertório para uma nova turnê, e mescla velhas e novas parcerias de composição. O nome do álbum, foi escolhido devido ao alótropos do carbono, isto é, substâncias simples e totalmente diferentes originárias de um mesmo elemento. Carbono foi produzido por Lenine, JR Tostoi, Bruno Giorgi - filho do cantor, e foi lançado simultaneamente a sua turnê, que segue os estilo do espetáculo do álbum antecessor, Chão (2011). Lenine considera que esse seja o seu trabalho mais "pernambucano", devido à presença de toques de frevo, ciranda e maracatu, bem como a referência à cultura afro-brasileira. O álbum também traz de volta a presença da percussão e bateria, que haviam sido abandonadas no projeto antecessor para dar lugar a tons mais orgânicos.

## Gravação e produção
Após dois anos da turnê do seu último álbum, Chão (2011), Lenine sentiu vontade de alongá-la para outros cantos do Brasil, e esse foi o intervalo que ele diz ser "comum" entre seus álbuns, pois consegue viajar com tranquilidade para os lugares que deseja ir. No entanto, no final do ano passado, ele diz que começou a receber muita procura pelo espetáculo de Chão, para 2015 e, foi então, que ele disse a si mesmo: "não, cara, não posso; o que é que estou fazendo?", e a resposta a essa questão se deu através do repertório de um novo espetáculo, e não somente de um álbum de inéditas. Por conta disso, ele o novo projeto é lançado simultaneamente ao início da turnê. Apesar de a então turnê e álbum terem "fôlego" para mais andanças, o cantor decidiu encerrar o seu ciclo, praticamente à força, pois com esse cenário ele precisaria de um álbum físico, tendo em vista que o primeiro espetáculo ocorrerá em 30 de abril, um mês antes, tinha de estar com o projeto masterizado, e assim foi. Para o Estadão, ele revelou que havia uma necessidade urgente de um novo álbum de inéditas e então, deu início ao processo de criação do novo projeto. O álbum foi gravado entre janeiro e março de 2015 nas cidades do Rio de Janeiro, São Paulo, Salvador e em Amsterdã, na Holanda. Ele diz que o processo de produção do álbum pode ser divida em duas etapas: a primeira é a de gravação que, para ele, é um ambiente asséptico, hospitar, em que se faz necessário "impregnar de emoção" e é muito difícil transformar isso em um álbum; a segunda parte é o sentido da adequação, onde se transforma isso, "que estava sob uma lupa diferente, para o universo da emoção do palco". No caso do álbum "Carbono", "me pus a fazer os dois processos simultaneamente. É a primeira vez que faço assim, foi um tsunami", diz.
O projeto conta ainda com a participação de Letieres Leite, que se encarregou dos arranjos, e da Orkestra Rumpilezz, na faixa "À Meia Noite dos Tambores Silenciosos", gravada no Teatro Castro Alves, em Salvador. O processo de gravação e produção do álbum foram registradas pela fotógrafa pernambucana Flora Pimentel e divulgadas no YouTube e nos perfis do cantor nas redes sociais. “É um dos olhares mais bacanas. Já namorava o trabalho dela há um tempo. Não é genética. É cinética”, conta Lenina sobre a afinidade artística com a sobrinha. Através do Skype, Lenine convidou o holandês Martin Fondse e sua orquestra para a faixa "O Universo na Cabeça do Alfinete", para dar à canção "a valsa quase medieval com um texto bem universal", disse o cantor pernambucano.

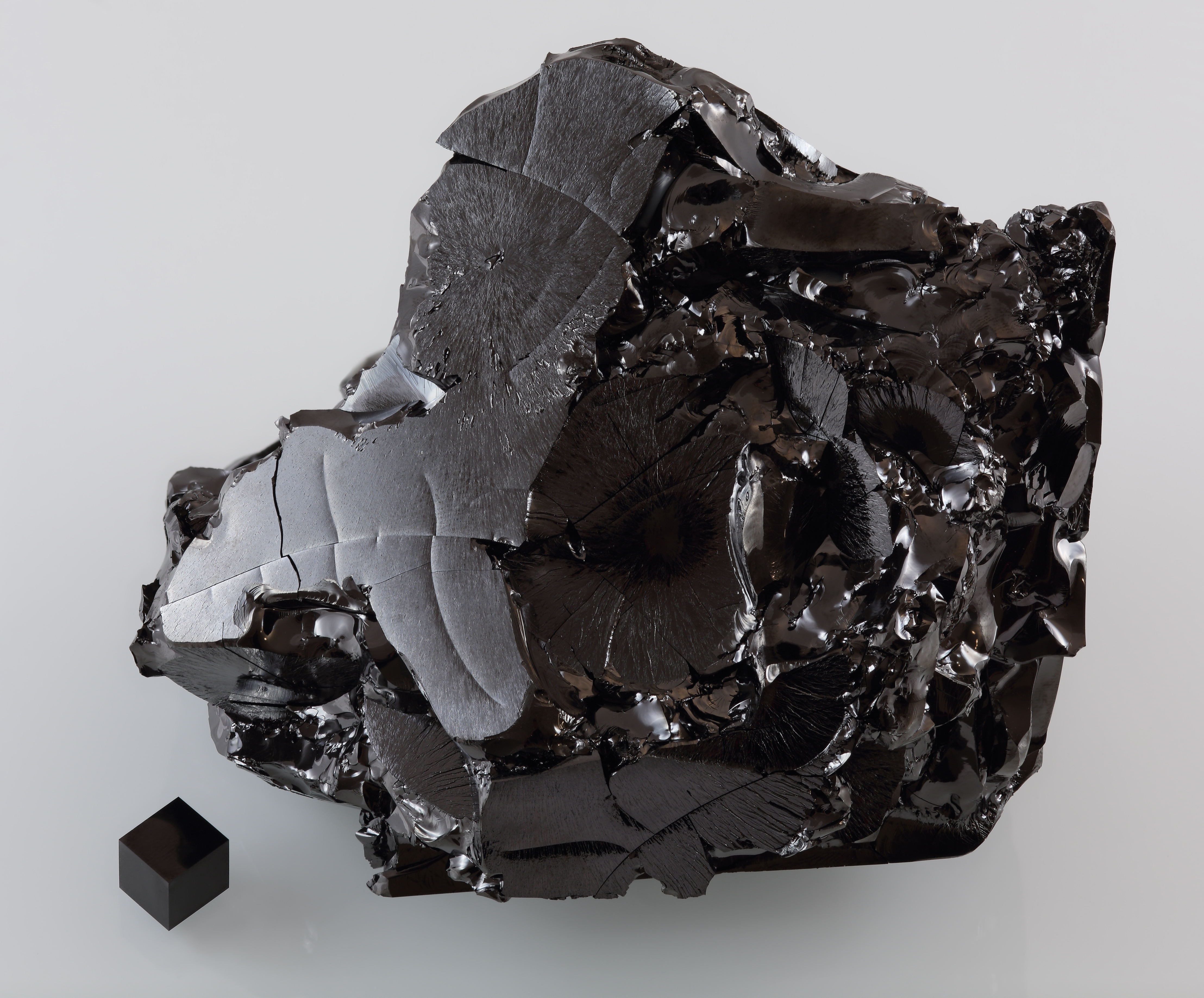
Amostra de aproximadamente 570g de carbono vítreo.

### Nome e o elemento
O carbono é um elemento químico não metal e tetravalante, descoberto desde a antiguidade, e de extrema importância para a existência da vida animal e vegetal na Terra. Isso, porque ele o DNA, as proteínas e outros compostos importantes para a manutenção da vida, são formados por cadeiras carbônicas. O grafite, o diamante e o carbono amorfo são alótropos do carbono, isto é, substâncias simples e totalmente diferentes originárias de um mesmo elemento. E foi justamente por conta dessas características, que o engenheiro químico escolheu o nome "Carbono" para o álbum, pois, queria trazer isso para o o projeto: "[essa] capacidade de se associar a infinitas coisas e gerar novas moléculas e, portanto, novas substâncias. Isso, de alguma maneira, define um pouco sobre o que eu faço", revelou. Para ele, o álbum é uma questão de estímulo e desejo. Ele criou a imagem do projeto e "correu" atrás das canções. Todas as faixas do álbum foram compostas depois da definição do tema do projeto e todas as canções "falam sobre a égide do carbono, isso é intencional". Ele define o projeto como uma "tentativa de um romance musical".

### Capa
A capa de Carbono foi feito pelo artista plástico brasileiro José Carlos Lollo, vencedor do Prêmio Jabuti de Literatura na categoria didático e paradidático por seu trabalho em Crônicas da Norma: Pequenas Hitórias Grámaticas. Eles já haviam trabalhado juntos em um espetáculo dirigido por João e Adriana Falcão, chamado "Cambaio", onde Lenine se encarregou da trilha sonora, enquanto o artista plástico registrava partes da peça de teatro. "Eu me lembro. Tenho uma memória muito clara, desse lance de você (José Carlos Lollo) junto, fazendo. Eu me lembro dessa destonificação que você faz com pouco traços. Porque é algo muito organizado. Eu não paro para tirar foto. Tem que ser ali, acontecendo. E essa questão do momento ali, captado. Tem a ver com isso", conta Lenine. Para criar a capa do álbum, Lollo usou apenas um lápis, enquanto observava o processo de criação, gravação, produção e finalização do álbum. O encarte do álbum também conta com desenhos assinados por Lollo.

## Composição

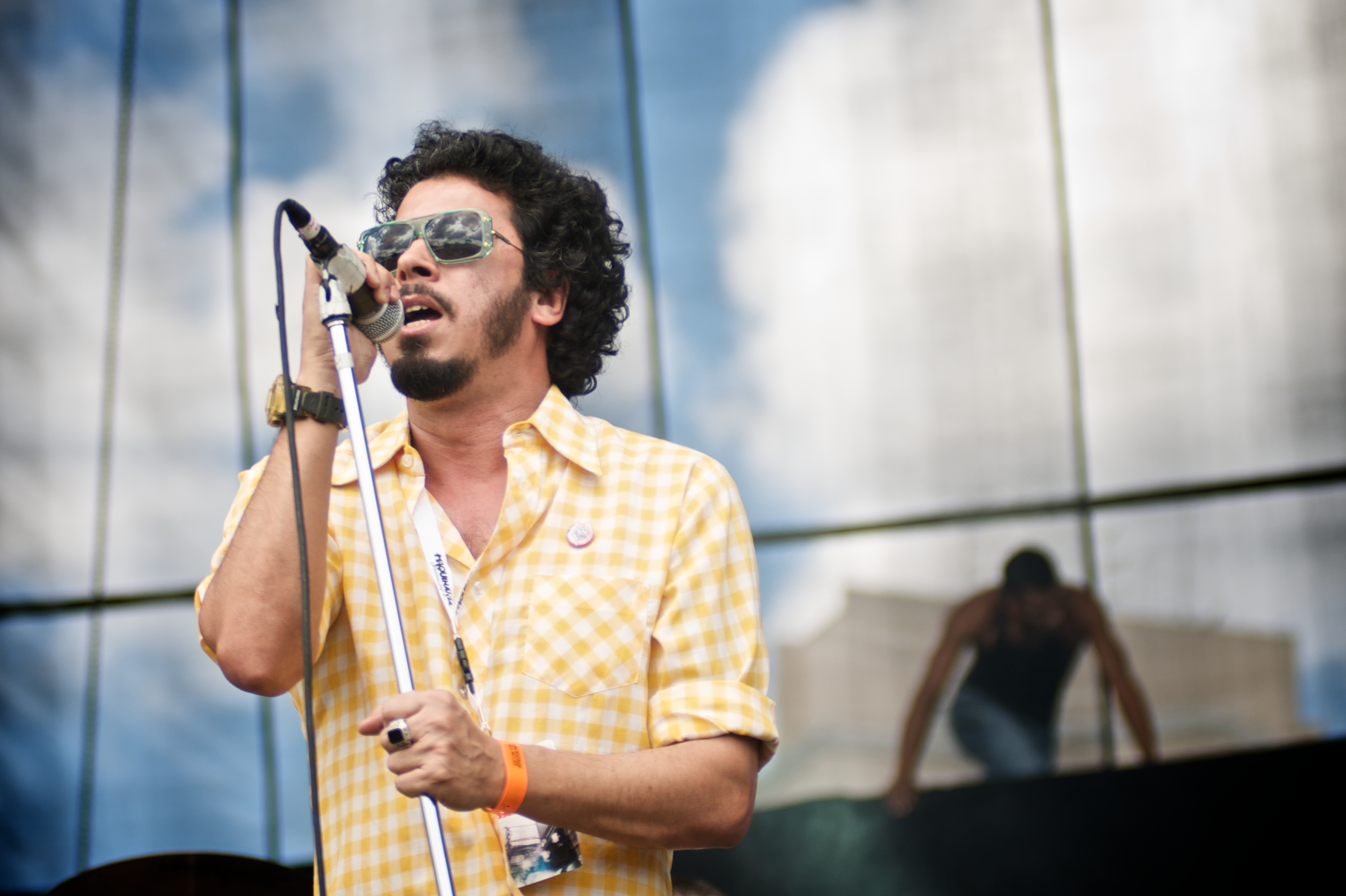
A banda pernambucana de rock Nação Zumbi, participa da faixa "Cupim de Ferro". Lenine ligou para Pupillo, convidando-o e a banda para compor junto a faixa e gravarem.

O álbum conta com novas parcerias de Lenine e a reafirmação de parcerias já consolidadas na carreira do cantor. A canção "Castanho", foi feita em parceria com Carlos Posada, da banda Posada e o Clã, a convite do próprio Lenine. "O texto é autobiográfico, mas também tem tudo a ver comigo", revelou o pernambucano, dizendo ainda que Posada construiu uma letra auto-referente e que se tornou icónicas para ele, e por isso foi escolhida para abrir o álbum. Lenine caracteriza a faixa como sendo "Brasil interiorano", mais pantaneira e sertanejada, com a presença e condução da viola. Coube ao violeiro Ricardo Vignini a responsabilidade de tocar o instrumento na faixa, pois Lenine diz que "teria que ser alguém que tivesse um perfil mais contemporâneo da viola. E o Ricardo é um roqueiro violeiro, caiu como uma luva. Foi muito bacana e fundamental na formação da canção. O Ricardo foi uma grande descoberta, uma grande garimpagem". "O Impossível Vem pra Ficar", foi escrita por Lenine e Vinicius Calderoni, e foi co-produzida por Tó Bandileone, do projeto 5 a Seco. "É uma garotada - sou um senhor, já posso dizer isso - que eu admiro muito, tem um jeitão de fazer, também tem o mesmo tipo de DNA que carrego, então tem essa coisa da canção, dessa importância que a música brasileira tem", diz Lenine. Para descrever a quarta faixa do álbum, "Cupim de Ferro", Lenine fez um neologismo chamando-a de "frevo'n'roll", para definir a mistura do frevo, gênero musical do Nordeste do Brasil, com o rock and roll. Em um vídeo publicado no YouTube, o cantor aparece ao lado de integrantes da Nação Zumbi, em um estúdio gravando a canção. "Cupim de Ferro", faz referência ao frevo "Madeira Que Cupim Não Rói", do compositor Capiba, falecido no final dos anos 1990. Jorge dü Peixe, descreve a canção como "bem humorada, com uma pequena dose de ironia. Um frevo feliniano". Escrita por Lenine e Carlos Rennó, a canção "À Meia Noite dos Tambores Silenciosos", é descrita pelo cantor como sendo "quase uma oração". Ela ganhou arranjos do baiano Letieres Leite, mesclado com maracatu, e toques afros trazidos pela Orkestra Rumpilezz. A faixa "Quede Água?", faz um retrato do que se vive atualmente no sudeste do Brasil e do que o nordeste sempre viveu. A palavra "quede", é uma expressão nordestina de "cadê", e o cantor achou que agora é a "oportuno falar disso".

## Divulgação
Os processos de gravação do álbum foram registradas pela fotógrafa Flora Pimentel, e divulgadas em redes sociais de Lenine. No dia 1 de abril de 2015, o cantor disponibilizou as primeiras datas da turnê homônima, lançada junto com o álbum que, para ele, acabou se tornando "um tipo de ingresso para o espetáculo". Em 2 de maio de 2015, Lenine falou com a rádio CBN por telefone no programa "Show da Notícia", onde disse sobre a procura da musicalidade, e os tema que giram o álbum: "Carbono é totalmente alotrópico e coletivo", revelou. O cantor falou sobre as parcerias no projeto, enquanto a rádio tocou "Castanho". Ele ainda falou sobre a influência do Led Zeppelin, The Police e Milton Nascimento, e anunciou "Simples Assim" como a primeira canção de trabalho. Em 14 de maio de 2015, o cantor foi entrevistado pelo apresentador Jô Soares, em seu programa de entrevistas, onde falou do processo de escolha do nome do álbum, as gravações simultâneas na Holanda e no Brasil, possibilitada graças à internet. Lenine ainda interpretou as canções "Castanho" e o primeiro single do trabalho, "Simples Assim".

### Turnê "Carbono"
| 30 de abril de 2015    | São Paulo      | Brasil  | SESC Pinheiros                         |
| 1 de maio de 2015      | São Paulo      | Brasil  | SESC Pinheiros                         |
| 2 de maio de 2015      | São Paulo      | Brasil  | SESC Pinheiros                         |
| 3 de maio de 2015      | São Paulo      | Brasil  | SESC Pinheiros                         |
| 9 de maio de 2015      | Fortaleza      | Brasil  | Centro Dragão do Mar de Arte e Cultura |
| 19 de maio de 2015     | Bertioga       | Brasil  | SESC                                   |
| 22 de maio de 2015     | Paulínia       | Brasil  | Teatro Municipal de Paulínia           |
| 23 de maio de 2015     | Jundiaí        | Brasil  | SESC                                   |
| 24 de maio de 2015     | São Paulo      | Brasil  | SESC Interlagos                        |
| 15 de junho de 2015    | Rio de Janeiro | Brasil  | Theatro NET Rio                        |
| 16 de junho de 2015    | Rio de Janeiro | Brasil  | Theatro NET Rio                        |
| 17 de junho de 2015    | Rio de Janeiro | Brasil  | Theatro NET Rio                        |
| 18 de junho de 2015    | Rio de Janeiro | Brasil  | Theatro NET Rio                        |
| 19 de junho de 2015    | Rio de Janeiro | Brasil  | Theatro NET Rio                        |
| 20 de junho de 2015    | São Paulo      | Brasil  | Praça Júlio Prestes                    |
| 3 de julho de 2015     | Porto Alegre   | Brasil  | Bar Opinião                            |
| 4 de julho de 2015     | Florianópolis  | Brasil  | P12 Parador Internacional              |
| 10 de julho de 2015    | Salvador       | Brasil  | Barra Hall                             |
| 17 de julho de 2015    | Maceió         | Brasil  | Teatro Gustavo Leite                   |
| 18 de julho de 2015    | Salvador       | Brasil  | Palco Mestre Dominguinhos              |
| 7 de agosto de 2015    | Belo Horizonte | Brasil  | Sesc Palladium                         |
| 29 de agosto de 2015   | Brasília       | Brasil  | Centro de Convenções Ulysses Guimarães |
| 30 de agosto de 2015   | Sorocaba       | Brasil  | Paço Municipal                         |
| 5 de setembro de 2015  | Santo André    | Brasil  | Clube Atlético Aramaçan                |
| 18 de setembro de 2015 | Rio de Janeiro | Brasil  | Cidade do Rock                         |
| 17 de outubro de 2015  | Recife         | Brasil  | Teatro Guararapes                      |
| 23 de outubro de 2015  | Curitiba       | Brasil  | Teatro Guaíra                          |
| 15 de dezembro de 2015 | Montevidéu     | Uruguai | Teatro de Verano                       |

## Recepção da crítica
| Críticas profissionais | Críticas profissionais |
| Avaliações da crítica  | Avaliações da crítica  |
| Fonte                  | Avaliação              |
| ---------------------- | ---------------------- |
| Notas Musicais         | 5 de 5 estrelas.       |
| Plano Crítico          | 4.5 de 5 estrelas.     |
| Monkeybuzz             | 4.5 de 5 estrelas.     |
| Rolling Stone Brasil   | 4 de 5 estrelas.       |
| Escuta Essa!           | Positivo               |
| Correio                | Positivo               |

Mauro Ferreira, do site Notas Musicais, inicia sua crítica ressaltando os versos finais de "Castanho", canção que abre o álbum, fazendo referência ao coletivismo presente no projeto. Para Ferreira, o cantor está "em alquimia com seus pares, Lenine evolui e se renova na atmosfera densa de Carbono". "O Universo na Cabeça do Alfinete", canção escrita por Lenine e Lula Queiroga, é classificada pelo crítico como "uma das mais bonitas músicas dentre a safra inteiramente autorial e inédita" do álbum, lembrando ainda que os três produtores do álbum - Bruno Giorgi, JR Tostoi e Lenine - trazem uma "sonoridade estupenda que valoriza cada uma das onze faixas" do trabalho que, para ele, faz de deste trabalho, um álbum que se impõe como um dos "pontos mais altos" da discografia de Lenine, finalizando a crítica com "Carbono também é calado, e ainda assim intenso". Carlos Eduardo Lima, do Monkeybuzz, diz que o projeto Carbono revela o carinho de Lenine para com três fontes inspiradoras: a música brasileira (em especial a pernambucana - com os ritmos maracatu, coco de roda, frevo); o rock, "em sua apropriação brasileira (tropicalista e nordestina)" e a música eletrônica, que entram em equilíbrio no trabalho. Para ele, o álbum "tem um impressionante painel sonoro, erguido no terreno do confronto entre tradição e modernidade, tendo no choque de opostos a sua mola propulsora maior e mostrando um Brasil que não vemos sempre por aí, que pode ser absolutamente inédito para descrentes e descontentes". Luiz Santiago, do portal Plano Crítico, destaca a qualidade de produção de "Carbono", destacando o compromisso de Lenine com o meio ambiente, a exploração de temas socialmente relevantes e diz que "Carbono é um álbum para aplaudir de pé. Por muito tempo.".

## Lista de faixas
| N.º            | Título                                         | Compositor(es)                                        | Duração |  |
| 1.             | "Castanho"                                     | Lenine, Carlos Posada                                 | 3:42    |  |
| 2.             | "O Impossível Vem pra Ficar"                   | Lenine, Vinicius Calderoni                            | 2:31    |  |
| 3.             | "À Meia Noite dos Tambores Silenciosos"        | Lenine, Carlos Rennó                                  | 5:24    |  |
| 4.             | "Cupim de Ferro" (participação de Nação Zumbi) | Lenine, Pupillo, Dengue, Lúcio Maia, Jorge du Peixe   | 3:55    |  |
| 5.             | "A Causa e o Pó"                               | Lenine, João Cavalcanti                               | 2:47    |  |
| 6.             | "Quede Água?"                                  | Lenine, Rennó                                         | 5:30    |  |
| 7.             | "Simples Assim"                                | Lenine, Dudu Falcão                                   | 3:29    |  |
| 8.             | "Quem Leva a Vida Sou Eu"                      | Lenine                                                | 2:11    |  |
| 9.             | "Grafite Diamante"                             | Lenine, Marco Polo                                    | 3:25    |  |
| 10.            | "O Universo na Cabeça do Alfinete"             | Lenine, Lula Queiroga                                 | 3:50    |  |
| 11.            | "Undo" (Instrumental)                          | Lenine, Pantico Rocha, Guila, JR Tostoi, Bruno Giorgi | 2:44    |  |
| Duração total: | Duração total:                                 | Duração total:                                        | 39:28   |  |

## Histórico de lançamento
| País    | Data                | Formato          | Gravadora       | Ref.   |
| ------- | ------------------- | ---------------- | --------------- | ------ |
| Brasil  | 28 de abril de 2015 | CD               | Universal Music | [ 2 ]  |
| Brasil  | 5 de maio de 2015   | Download digital | Casa 9          | [ 22 ] |
| Mundial | 12 de maio de 2015  | Download digital | Casa 9          |        |